# O Barão
O Barão (Portugiesisch für: Der Baron), Alternativtitel auch The Baron, ist ein Filmdrama und Gothic-Horrorfilm des portugiesischen Regisseurs Edgar Pêra aus dem Jahr 2011. Der Schwarzweißfilm trägt in seinem Abspann den englischen Titel The Baron.
Die an Vampirfilme angelehnte Verfilmung der gleichnamigen Erzählung des portugiesischen Schriftstellers Branquinho da Fonseca aus dem Jahr 1942 ist ein Remake eines 1944 in Portugal gedrehten, dann aber von der Zensur unterbundenen US-amerikanischen B-Movies.

## Handlung
Ein Inspektor des Bildungsministeriums fährt widerwillig auf Dienstreise in eine verlassene Bergregion, um einer kirchlichen Beschwerde über eine Dorflehrerin nachzugehen. Er kommt nachts an und wird im langsam verfallenden, burgähnlichen Herrenhaus des eigenwillig autoritären Barons aufgenommen. Dieser ist ein adliger Vampir, ein emotionales Chamäleon, mal freundlich und mal aufbrausend. In seinem Schloss bedient die vornehme Idalina, die heimliche Herrscherin des Hauses. Ihre verwirrte und verwirrende Figur verunsichert sowohl den Baron als auch den Schulinspektor. Währenddessen spricht der Baron von einer geheimnisvollen Angebeteten, die er als einzige Frau unter allen Huren bezeichnet.
Die beiden trinken, von Idalina bedient, und sie unterhalten sich. Im Verlauf des Abends trinken sie immer mehr, ihre Wahrnehmung wird zunehmend verzerrt, und eine Reihe irrwitziger Begegnungen finden im Speisesaal statt, darunter ein verlottertes Tuna-Chororchester mit eigenartigem Leiter und eigenartigen studentischen und weniger studentischen Liedern und Riten. Es wird getanzt, der Baron bricht zusammen und steht hellwach wieder auf, um zu seiner angebeteten verwunschenen Schönen zu reiten. Währenddessen ist der Inspektor der undurchschaubaren Idalina verfallen, bis er rauchend einschläft und nach wirren Träumen im dichten Rauch vom Baron geweckt und vor dem Verbrennen gerettet wird. Die beiden trinken weiter, weinen zusammen und machen sich gegenseitig Geständnisse.
Sie gehen in den nächtlichen verwilderten Garten, hören bedrohliche Wildschweinlaute und geraten aneinander, bis der Baron mit einer weißen Rose entschwindet und sie am Gitterfenster der Angebeteten hinterlässt, während der verzweifelte Inspektor allein zurückbleibt und irgendwann im Nebel einschläft.
Im Morgengrauen erwacht der ernüchterte Inspektor und kehrt auf dem Esel eines vorbeikommenden Bauern zum Herrenhaus zurück, wo der Baron im Krankenbett liegt und ihm Idalina Vorwürfe macht. Der Baron nimmt dem Inspektor schließlich das Versprechen ab, ihn als Baron zu beerben, und verstirbt dann, plötzlich kurz farbig aufleuchtend. Im Epilog trägt die Tuna im Herrenhaus eine A-Cappella-Parodie des Liedes The Final Countdown vor.

## Produktion

### Vorgeschichte
Im Juni 1943 kam das in Europa arbeitende US-amerikanische B-Movie-Filmteam der Produzentin Valerie Lewton auf der Flucht vor dem Zweiten Weltkrieg nach Portugal. Lewton lernte den portugiesischen Schauspieler José Lemos kennen, die beiden verliebten sich und heirateten kurz später. Lemos übersetzte ihr die im Vorjahr erschienene Erzählung O Barão von Branquinho da Fonseca, und sie erkannte Potential für eine „draculeske“ Verfilmung in der darin beschriebenen Geschichte eines Tyrannen, der die einfache Bevölkerung in der abgelegenen Gebirgsregion von Barroso (um Boticas und Montalegre im hohen Norden Portugals) tyrannisiert. Lewton und Lemos verbrachten danach ihre Hochzeitsreise in der Region Barroso, und Lewton machte dort Filmaufnahmen der archaischen Landschaften und Traditionen, und sie filmte die dortigen anthropomorphen Felsgräber, aber auch die Menschen in ihren einfachen Bauernhäusern und Dorftavernen. Sie befand sich noch im Besitz von genug Filmmaterial, um einen Film in Portugal zu drehen, zudem wurde sie von einer Reihe oppositioneller, antifaschistisch orientierte Filmschaffender unterstützt.
Im August 1944 begannen die Dreharbeiten heimlich in einer Fabrikhalle in Barreiro, im industriell geprägten Gebiet Margem Sul do Tejo gegenüber der Hauptstadt Lissabon. Der einfallsreiche Techniker Eugénio Terra erschuf eine hydraulische Kameraführung, und sie filmten tagsüber die US-amerikanische Version, um nachts die portugiesische Version zu drehen. Die Geheimpolizei PIDE verdächtigte das Ehepaar Lewton Lemos jedoch staatsfeindlicher Umtriebe und ermittelte gegen sie. Sie befragten dabei auch Mitglieder des Filmteams, teils unter Anwendung von Folter, und erhielten schließlich erste Hinweise. Ein Spion der PIDE machte daraufhin heimliche Aufnahmen der Dreharbeiten. Diktator Salazar wurden die Aufnahmen gezeigt, und er befahl Stopp und Vernichtung der Filmaufnahmen und ließ die US-Amerikaner ausweisen.
Valerie Lewton/Lemos kam in den USA auf die schwarze Liste und musste vor dem Komitee für unamerikanische Umtriebe aussagen, verweigerte aber die Aussage, und O Barão / The Baron blieb ihre letzte Produktionstätigkeit. Die portugiesischen Schauspieler wurden in das Konzentrationslager Campo do Tarrafal deportiert, einige von ihnen starben dort.
Erhalten geblieben sind die im Archiv der PIDE abgelegten, vom PIDE-Agenten João Noronha gemachten Mitschnitte von Film und Dreharbeiten. Entscheidender Auslöser für die vorliegende Neuverfilmung war jedoch im Jahr 2005 die Entdeckung des Original-Drehbuchs und von zwei Original-Filmrollen im Bestand des Filmklubs von Barreiro, mit Aufnahmen von den Dreharbeiten 1944.

### Filmproduktion
Die Dreharbeiten fanden im September und November 2009 statt. Produziert wurde der Film von den Filmgesellschaften Cinemate und Bando à Parte mit finanzieller Unterstützung durch die portugiesische Filmförderung ICA und den öffentlich-rechtlichen Fernsehsender RTP.
Die Filmmusik wurde im Wesentlichen von der portugiesischen A-Cappella-Formation Vozes da Rádio für den Film eingespielt.

## Rezeption
Seine internationale Premiere feierte der Film am 30. Januar 2011 beim 40. Internationalen Filmfestival Rotterdam, in Portugal wurde er erstmals am 10. Mai 2011 beim 8. IndieLisboa gezeigt und kam am 28. Oktober 2011 auch in die portugiesischen Kinos. Er lief in nur drei Sälen, in den Einkaufszentren Amoreiras (Lissabon) und Dolce Vita (Coimbra und Porto), wo er 1.209 Zuschauer hatte.
Der Film war danach für portugiesische Filmpreise nominiert und wurde bei den CinEuphoria-Filmpreisen, den Globos de Ouro 2012 und von der SPA ausgezeichnet, und erhielt bei den Filmfestivals IndieLisboa und Caminhos do Cinema Português Preise. Die Leistung des Hauptdarstellers Nuno Melo wurde dabei mehrfach prämiert.
O Barão erschien 2012 bei ZON Audiovisuais als DVD.